# Bro.TOM
Bro.TOM（ブラザートム、1956年2月23日 - ）は、日本の俳優、タレント、歌手、ピアノ調律師。旧芸名は小柳 トム（こやなぎ トム）。別名はTOM3、ザートム船長。アメリカ・ハワイ州マウイ島出身、埼玉県熊谷市育ち。株式会社106所属。音楽デュオ「バブルガム・ブラザーズ」メンバー、Human Soul、Real Bloodメンバー。小柳心は長男、小柳友は次男（共に俳優）。身長188cm。血液型A型。

## 来歴・人物

### 生い立ち
公式プロフィールにはアメリカハワイ州マウイ島出身とされている。
父親がハワイ先住民マウイ族と中国系の混血(父方の曾祖父が中国からの移民)のアメリカ人（軍人）で母親が日本人。また自身は帰化して日本国籍となった。その際、母方の「小柳」を姓とした。一人っ子で兄弟は居ない。
埼玉県熊谷市で育ち、玉井小学校、玉井中学校を経て、「早く手に職をつけて建築関係の職種につきたい」として埼玉県立熊谷工業高等学校へ進学。2008年1月発行の埼玉県熊谷市の広報誌「市報くまがや」にて、「熊谷市出身」として市長新春座談会に登場、プロフィールでマウイ島出身で熊谷市内にある玉井小学校・玉井中学校を卒業したと紹介され、初のライブは八木橋（同市にあるデパート）の屋上だったなど同市との縁を語っている。
幼少より楽器演奏が好きで中学、高校とブラスバンド部でトランペットを演奏し、高校時代には1970年代前半のフォークブームの中で吉田拓郎に憧れ、友人の逸見定男らと『ムーミン』に登場する冬の妖精から名付けたフォークバンド「モラン」を結成。音楽的評価の高いスターダストレビューが近隣校で活動していたこともあって音楽に笑いを織り交ぜた活動を行い、地元・八木橋百貨店の地下にあったライブハウスのステージなどに立った。
高校卒業後は大成設備に工事係として就職したが、「楽器が好き」との思いが強まり半年後に退社、楽器店に再就職する。その後、24歳ごろ河合楽器ピアノ調律技術者養成所にてピアノ調律を学び、ピアノ調律師に転向。そのかたわら、アマチュアで音楽活動も続けていた。

### コメディアン/俳優
1980年、当時所属していたバンドメンバーから「バンドの宣伝になるから」と日本テレビの『お笑いスター誕生!!』にコンビでの出演を誘われる。数日間2人でコントの練習を重ねたが当日になって相方が出場を拒否したため、1人での出演となった。同年8月23日に小柳トムの名で出演し、警察官「小柳巡査」を演じる『お巡りさんコント』を披露。その後10週勝ち抜き、同番組5人目のグランプリとなり、コメディアンとしての活動を始めた。
ちなみに当時警官をネタでイジるのはテレビ業界でも御法度とも言われたが、出場後街で実際の警官に会うと好意的に接してくれたという。またこの頃、「こちら葛飾区亀有公園前派出所」の巻末解説も「お巡りさんコントの人」として執筆している（17巻）。
先述の通りバンドの宣伝や将来音楽の道に進むための足がかりとして出演していたため、『お笑いスタ誕』では好き勝手にネタをやっていた。3度目の挑戦の際、10週目にどうしてもやりたいテーマだった空港建設に関する「成田闘争」をモチーフにしたネタをやり、グランプリを獲得。ちなみにその後所属バンドに戻ろうとしたが、知らぬ間に解散していたという。
80年代前半には新宿御苑の「昆」という店でとんねるずやコロッケ、『お笑いスタ誕』で放送作家をしていた近藤伸明（Bro.KONE）と酒を飲んだり、ダンスを踊っているのを、 萩原健一と倍賞美津子が見ていたという。なお、新作コントを月一本のペースで作りネタを書いた台本を共演者やお笑いタレントに見せて笑わせており、2002年と2003年にはコントライブ「小柳トムの吉田」、「たった一人で出来ること」を開催している。
俳優としては、性格俳優として映画「俺はおまわり君」(1981年)から「密告は歌う」(2021年、WOWOWプライム)まで多くの作品に出演している。近年はミュージカルへの出演が多い。

### 音楽活動
1983年、同業者で歌手、コメディアンの近藤伸明（現 Bro.KONE（ブラザー・コーン））とバブルガム・ブラザーズを結成。ソウル、レゲエ調のシングル「WON'T BE LONG」を90年にリリースし翌年91年にヒット、最終的にミリオンセラーとなった（累計170万枚）。1991年大晦日には『NHK紅白歌合戦』に初出場した（HOUND DOGの出場辞退による）。
1993年にソロ・ミニアルバム『手のひらがまだ小さかった頃、俺たちも神様だった』をリリース（Bro.KORNもほぼ同時期に、ソロ・ミニアルバム『MIRAKLE』をリリース）。
1995年にバブルガム・ブラザーズの活動と平行しソロ活動も開始、アルバムもリリース。この時期には、mc.A・Tとのユニット「m.c.A.T'n K.T」を結成。また元Human SoulのJaye公山とSilky藤野とのユニット「REAL BLOOD」を結成。1999年にアルバム『REAL BLOOD』をリリース。メンバー自身が手売りするというものであった。
2000年、トムのオリジナルミュージカル『Miracle Blind Boys』を上演。このミュージカルにREAL BLOODプラス1としてクラシック界からルーサー“No.1”市村がベースボーカルとして参加。以後そのままREAL BLOODメンバーとなる。2003年、3枚目のアルバム『±0』をリリース。
なおバブルガム・ブラザーズは解散はしておらず、長く活動を停止していた期間を挟み、2008年より活動を再開した。
トムのマネジメントは「スターダストプロモーション」制作1部、所属レーベルはSDRだったが、2020年11月30日付で円満退社。
2020年12月1日、個人事務所の株式会社106（イチレーロク）を設立。
2021年2月14日、ブラザートム・オフィシャル・ホームページを開設。

### 読み聞かせ/他の活動
読み聞かせの活動を行い、ダンサーとコラボをしたり、ジャズの曲をバックに読み聞かせたりというパフォーマンスを披露している。
2005年駒澤短期大学仏教科二部に社会人入試で合格。50歳目前で大学に行った理由は仕事帰りにお酒を飲む毎日に飽きたことと全然知らない人に会ってみたいから。アロハシャツが正装で、大学の面接の際にもアロハシャツを着ていったというエピソードがある。
2006年4月5日に心筋梗塞により入院。仮に死亡するとしたら残された情報を調べられる事から、TOMはパソコンに保存してあったアダルト画像を全部消去したとのこと。しかし、2週間の療養を経て仕事に復帰する事が出来た。2006年11月よりGyaOにて放送中の音楽アニメバラエティ番組『キムサウンドストーリー』に出演中。
2010年8月には『月からおちたモモンガ』を発表し、絵本作家としてもデビューしている。2012年7月には、福島第一原子力発電所事故により熊谷市内の学校の体育館に避難した福島の人たちを支援して交流が生まれたことを機に『ラース 福島からきた犬』を発表。
2011年4月より「熊谷市親善大使」を務める。ヘビースモーカーであり、煙草を1日100本も吸うことがある。
2023年5月5日よりYouTubeで子ども向け総合エンターテインメント番組『MOUCHABoooK(モチャブク)』の配信を開始している。脚本・演出・製作総指揮はブラザートムが務め、中西圭三、ナオト・インティライミ、GAKU-MCなども楽曲提供している

### 私生活
前妻との間に長男・小柳心、次男・小柳友の2人の息子を儲けた後、2007年5月に離婚。
2003年のテレビ番組での共演で知り合い2007年頃より交際を発展した、すでに芸能界から引退した元タレントで22歳年下の女性と、2012年2月29日に再婚した。
離婚により疎遠となっていた2人の息子とは、2020年の新型コロナウイルス感染症（COVID-19）の感染拡大を機に「Zoom」を用いて撮影した3ショット動画をYouTubeに公開して話題を呼んだ。

## 出演

### テレビ番組
- Pocky R☆NKINGパラダイス（ORICON STYLE WEB）
- キムサウンドストーリー （GyaO / USEN）
- お笑いスター誕生!! （日本テレビ系）
- NEO NEWSY NITE （日本テレビ系）
- みんなでがんばっていこう!!（日本テレビ系）
- GROOVY （日本テレビ系）
- COUNT DOWN GROOVE （日本テレビ系）
- ポンキッキーズ（フジテレビ系）
  - ポンキッキーズ21（フジテレビ系）
- LOVE LOVEあいしてる（フジテレビ系）
  - 堂本兄弟（フジテレビ系）
  - 新堂本兄弟（フジテレビ系）
- WWE-X(ナレーション)（フジテレビ系）
  - WWE-X テレビショー日本公演スペシャル（ナレーション、フジテレビ系）
- わかってちょーだい!（フジテレビ系）
- 満天笑店（フジテレビ系）
- ネプリーグ（フジテレビ）
- スタイルプラス（不定期出演）（東海テレビ）
- TOM TOM TRAIN（テレビ金沢）
- TOMさんの劇アツ!ジャラペンTV（テレビ金沢）
- 今夜もドル箱（テレビ東京系）
- 時代の響き(ナレーション)（ヒストリーチャンネル・ジャパン）
- マニアの叫び（テレビ東京系）
- アーバンソウルクラブ（JFN系）
- 食彩浪漫（NHK 2008年6月28日）
- トム様KINGS（Music Japan TV） - 企画も担当
- 超絶!モンドリアンチョップ（MONDO21）
- 海外行くならこーでね〜と!（テレビ東京系） - ナレーション
- トムさんの田舎のごちそう（BSジャパン、2012年4月 - 2014年3月） - 旅人
- SUMMER TIME SPLASH（J-WAVE、2013年9月度マンスリーナビゲーター）
- ミュージック☆ロード（BS11、2015年1月10日 - 2017年9月30日） - 司会
- Cygames THE MANZAI 2015 プレミアマスターズ（フジテレビ系列、2015年12月20日）‐ナレーション
- トムさんの正直ショッピング（独立UHF局）

### テレビドラマ
- 俺はおまわり君（日本テレビ系）
- 人にやさしく（フジテレビ系）
- 雨と夢のあとに（テレビ朝日系）
- てるてるあした（テレビ朝日系）
- レガッタ〜君といた永遠〜テレビ朝日系）
- 連続テレビ小説 純情きらり（2006年4月 - 9月、NHK） - マスター・ヒロ 役
- 桜からの手紙 〜AKB48 それぞれの卒業物語〜（日本テレビ系）
- ブルドクター （日本テレビ系） - 成海耕平 役
- えなりかずきの一休さん（フジテレビ系） - 警官・小柳 役
- 恋するイヴ（日本テレビ系、2013年12月24日） - 春さん 役
- セーラーゾンビ（テレビ東京系、2014年4月 - 7月） - DJマーロン 役
- ST 赤と白の捜査ファイル（日本テレビ系、2014年8月13日） - 山田稔 役
- エンジェル・ハート（日本テレビ系、2015年10月 - 12月） - ファルコン 役[19]
- 仮面ライダーエグゼイド（テレビ朝日系、2017年7月） - ジョニー・マキシマ 役
- SUITS/スーツ 第5話（フジテレビ系、2018年11月5日） ‐ 赤城達男 役[20]
- ラッパーに噛まれたらラッパーになるドラマ（テレビ朝日系、2019年7月12日・13日） ‐ 稲穂茂 役[21]
- 隕石家族（東海テレビ・フジテレビ系、2020年4月 - ） - 古代鉄郎 役[22]
- 彼女が成仏できない理由（2020年9月 - 、NHK総合） - 本間剛造 役
- 密告はうたう 警視庁監察ファイル（2021年8月 - 、WOWOWプライム） - 新穂昭人 役

### ラジオ
- 土曜ワイドラジオTOKYO 永六輔その新世界・乙女探検隊が行く（TBSラジオ、2008年9月27日）
- 『KIRIN 一番搾り One More Pint!』（NACK5、2011年5月6日 - 2020年10月9日、毎週金曜日18:00 - 19:00） - メインパーソナリティ
- OLERA（TBSラジオ、2014年9月 - 2015年3月）- 火曜日パーソナリティ
- たまむすび（TBSラジオ、2019年6月20日・8月29日・2020年8月6日）- 週替わり・代理パートナー

### インターネット番組
- 井上咲楽と景井ひな 木曜The NIGHT（ABEMA、2022年9月16日） - 番組内で「ザートム船長」に改名した。

### CM
- HONDA「ライフ」（井川遥と共演）
- NTT DoCoMo「FOMA」
- ハウス食品「フルーチェ」（コマーシャルソング担当）
- 東洋水産「焼そばバゴォーン」
- 小柳證券
- アサヒビール「アサヒ ザ・マスター」（2009年）
- LION「超コンパクト 香り続くトップ plus」（豊田エリーと共演）

他CMナレーション多数

### 映画
- 月光仮面（1981年、日本ヘラルド）
- さすらいのトラブルバスター（1996年、松竹）- 司会者の古賀 役
- そして天使は歌う ぼ・ぼ・僕らは正義の味方（1997年、喰始監督） - 正義の味方の手配師 役[23]
- ダンボールハウスガール（2001年） - 小林刑事 役
- 星になった少年 Shining Boy &Little Randy（2005年） - ドラマのプロデューサー
- ハッピー フィート日本語吹き替え版（2008年） - ラモン・ラブレイス（声優・一人2役）
- ゲゲゲの鬼太郎 千年呪い歌（2008年） - 竹切り狸の夫婦の亭主役
- ハンサム★スーツ（2008年11月公開） - 米沢明 役
- トロと旅するTHE MOVIE（2009年4月） - 本人 役
- 食堂かたつむり（2010年） - 熊さん 役
- 女たちの都〜ワッゲンオッゲン〜（2012年）
- さとるだよ（2015年） - 川村誠一(川村祐司の父) 役
- バニラボーイ トゥモロー・イズ・アナザー・デイ (2016年) - ドン・タッパーリア 役
- 劇場版 仮面ライダーエグゼイド トゥルー・エンディング（2017年） - ジョニー・マキシマ / ゲムデウスマキナ 役[24]
- 翔んで埼玉（2019年） - 菅原好海 役[2]
- とんかつDJアゲ太郎（2020年） - 勝又揚作 役

### Vシネマ
- 倒産回避請負人 裁きの銀（2002年）
- HOKURO 百発病伝説（2003年） - 真行寺(医者) 役

### 舞台
- ミュージカル「リトル・ショップ・オブ・ホラーズ」（1999年、2001年） - ムシュニック 役
- ミュージカル「フル・モンティ」（2014年、東京国際フォーラム ホールC）
- 極上文學「ドグラ・マグラ」（2014年6月:紀伊國屋ホール、7月:紀伊國屋サザンシアター） - 正木博士 役
- 音楽劇「最高はひとつじゃない 2016 SAKURA（2016年3月 - 4月:東京芸術劇場プレイハウス、森ノ宮ピロティホール）[25]
- 舞台「義風堂々!!」（2017年11月:AiiA 2.5 Theater Tokyo、12月:大阪メルパルクホール） - 徳川家康 役
- ミュージカル「ハウ・トゥー・サクシード」（2020年9月:東急シアターオーブ、10月:オリックス劇場）- トィンブル／ウォンパー 役
  - ミュージカル「ハウ・トゥー・サクシード」（2021年11月-12月:東急シアターオーブ、12月:オリックス劇場）- トィンブル／ウォンパー 役[26]
- ミュージカル「屋根の上のヴァイオリン弾き」（2021年）- ラザール・ウォルフ（肉屋）
- ミュージカル「メリー・ポピンズ」（2022年3月31日 - 5月8日、東急シアターオーブ／5月20日 - 6月6日、梅田芸術劇場メインホール）- ブーム提督／頭取 役[27]
- BE MORE CHILL（2022年7月25日 - 8月10日、新国立劇場 中劇場 / 8月20日 - 21日、キャナルシティ劇場 / 8月27日 - 29日、COOL JAPAN PARK OSAKA）[28]
- Story Rocking『ピーチ』 〜芥川龍之介「桃太郎」より〜（2023年10月20日 - 29日、シアター1010 / 11月4日・5日、梅田芸術劇場シアター・ドラマシティ） - 鬼 役[29]
- 舞台「近松忠臣蔵」（2025年5月30日 - 6月15日、IMM THEATER / 6月20日 - 22日、COOL JAPAN PARK OSAKA TTホール） - 竹本義太夫 役[30]

## 音楽活動

### CD
アルバム - いずれもREAL BLOOD名義。
- 1997年 - REAL BLOOD
- 2000年 - MIRACLE BLIND
- 2003年 - REAL BLOOD ±0

シングル
- 2007年 - 恋はビヨーン～No Mo-so No Love～（ amtm ※ブラザートム×Aimi）

### 楽曲提供
作詞
- 1992年 - Clapping in the Rain（郷ひろみ）
- 1993年 - あなただけ幸せになって（飯島愛）
- 1995年 - DA.BE.SA（North End×Ayumi）※鈴井貴之とともに担当
- 1996年 - たどりついたら雨ふりだけじゃなかった（HIROMITSU）
- 2000年 - からだからだから（梅沢富美男）
- 2000年 - 3分待つわ（梅沢富美男）

作曲
- 1994年 - X'mas Card（穴井夕子）

作詞・作曲
- 1995年 - W・B（久本雅美）
- 1995年 - HAND（つのだ☆ひろ）

## 著書

### エッセイ
- ブラザートムの楽しい子育て日記「パパボンはバカなのだ！byブラザートム」 (2006年10月、トムさんの会社）

### 絵本
- 月からおちたモモンガ（2010年8月4日、SDP、ISBN 978-4-903620-76-3）[14]
- ラース 福島からきた犬（2012年7月24日、SDP、ISBN 978-4-903620-96-1）